# 昏き祟りの森で
『昏き祟りの森で』（くらきたたりのもりで）は、hourglassより2012年1月27日に発売されたアダルトゲームである。

## ゲームシステム
hourglassの第3作。悪霊による憑依と淫乱化を描いたホラーゲームである。作中では憑依されたキャラクターが意識は元のまま身体だけを支配されて淫らな行動をしてしまい、プレイヤーは主観と客観の2つの視点をザッピングで見られるようになっている。また、重要な内容を記録しておく「メモ機能」があり、プレイヤーはこの機能を利用して多くの分岐をクリアしながら、色情霊の謎や無事に生還する方法を探ることになる。なお、作中の時間軸は1991年となっている。

## あらすじ
（出典：）
私立W大生の加茂在憲は、卒論のフィールドワークのためゼミの仲間たちと共にW県を訪ねるが、地元の人たちから「建設中のリゾートホテルが怪奇現象のため工事が遅れている」と相談を受ける。問題を解決すれば食事や宿泊場所を提供してもらえると聞いて引き受けた在憲たちだったが、実はその土地に巣くっていたのは色情霊で、一行は奇怪な祟りに巻き込まれてしまう。

## 登場人物
（出典：）

### メインキャラクター
加茂 在憲（かも あきのり）
身長：174cm 体重：68kg 血液型：O型
本作の主人公。私立W大学人文学部2年。民俗学の源ゼミ所属。ごく普通の大学生で、外見は気弱で頼りなさ気だが、アウトドアの知識が豊富で、いざという時には頼りになる。
中宮 聖子（なかみや せいこ）
声：葉村夏緒
身長：160cm 体重：48kg スリーサイズ：B85(C)/W60/H83 血液型：A型
W大人文学部2年。源ゼミ所属。女子校育ちで男性に免疫が無く、ゼミ仲間にも声をかけられるとオドオドしてしまう。おっとり内気だが実は頑固な面もある。
堀川 斎（ほりかわ いつき）
声：桃井いちご
T154cm BW54 B92(E)/W63/H95 B型
W大人文学部2年。源ゼミ所属。友達の聖子とは正反対に活発で明るいが、その社交性のためか周囲の男性とは男友達止まり。
三条 操（さんじょう みさお）
声：葵時緒
T165 BW55 B88(D)/W60/H88 AB型
W大大学院修士課程2年。源ゼミに所属する研究員。在憲たちとはフランクに接するが、テレ屋で恥ずかしがりなため他の人の前ではぶっきらぼうになる。
阿部 音羽（あべ おとは）
声：倉田まりや
T145 BW37 B75(A)/W55/H78 B型
泰親の妹。兄が旅行に出ると聞いて強引に付いてきた。幼い容姿がコンプレックスで、つい虚勢を張ってワガママにふるまうが、本当は甘えん坊の寂しがり屋。
黒木 枝理華（くろき えりか）
声：夏目ゆすら
T168 BW58 B98(G)/W63/H99 A型
小田原求道の愛人。享楽的で倫理観が無く、行きずりの男と一夜を共にするのも抵抗がない。
播磨 壱奈（はりま いつな）
声：氷室百合
身長・体重・スリーサイズ・血液型：不明
須藤権守の婚約者。クールな美少女で、現代の文化や風俗などに疎く世間知らず。
阿部 泰親 （あべ やすちか）
声：夏村伊介
T178 BW63 AB型
W大人文学部2年。在憲と同じ源ゼミ所属。抜群の記憶力を持つ特待生だが、極度の人見知りで毒舌家。在憲は唯一の親友。

### サブキャラクター
橘 正英（たちばな まさひで）
声：神楽坂恋詩
T182 BW75 O型
豪放な性格の人物。小さな神社の宮司だが、様々な宗教を研究しており、修行として全国を旅している。
小田原 求道（おだわら ぐどう）
声：三楽章
TVの神霊番組などで取り上げられるタレント僧侶だが、実はインチキ霊能者で霊能力は無い。愛人の枝理華を連れている。
須藤 権守（すどう かねもり）
声：邊鴉凱
リゾートホテルを建設しようとしている若き不動産会社社長。ビジネスライクで冷徹。
白峯 隆三（しらみね りゅうぞう）
声：星陵聖
劇団上がりの俳優。かつてはドラマの主役を演じるほどだったが最近は落ち目。リゾートホテルのプロモーションビデオ撮影のためにW県を訪れる。
高階 栄子（たかしな えいこ）
声：花見るん
アイドルの卵で、芸名は「秋室康南」。リゾートホテルのプロモーションビデオ撮影のアシスタントとしてW県を訪れる。
今川 義康（いまがわ よしやす）
声：角川竜二
須藤が経営するリゾートホテルに勤務していたが、新しいリゾートホテルのオープニングスタッフとして、妻の亮子と共に引っ越してきた。気が弱く、亮子の尻に敷かれている。
今川 亮子（いまがわ りょうこ）
声：藤乃理香
夫の義康と一緒に、リゾートホテルのオープニングスタッフとして引っ越してきた。客室係を務める。
今川 孝吉（いまがわ こうきち）
声：御子神猫
義康と亮子の一人息子。元気で悪戯好き。ホテルの建設現場で働くきぬに懐いている。
香川 義男（かがわ よしお）
声：野宮カヲル
リゾートホテルの建設作業員。
香川 きぬ（かがわ きぬ）
声：きしだあいら
リゾートホテルの建設現場でまかない婦として働く。
源 八郎（みなもと はちろう）
声：一之瀬今日介
W大で民俗学ゼミを主宰する教授。いつも温和な笑顔だが、頭脳明晰な秀才で膨大な知識を持つ。

## 制作スタッフ
（出典：）
- キャラクターデザイン・原画 - 佳、綾風柳晶、霧島かなえ（SD原画）
- シナリオ - 葉月博規、Oじろー、猫舎楽ほか
- 音楽 - Dimension Cruise